# Притулівка
Приту́лівка — село в Україні, у Дунаєвецькій міській територіальній громаді Кам'янець-Подільського району Хмельницької області.

## Назва
Іменоване раніше «Притулія», «Притулія Зелена», село колись складалось із двох сіл — «Притулівка» та «Хапанівка», що належали до «Миньковецької держави» кінця XVIII — початку XIX століть. Таку назву село «Притулівка» отримало, бо в ті часи розповсюджувалась епідемія чуми і люди прийшли сюди, тікаючи від неї.

## Географія
Подільське село Притулівка лежить на річці Ушиці, річище якої на півночі проходить селом Кружківці, а на півдні — Тимків.

### Клімат
Притулівка знаходяться в межах вологого континентального клімату із теплим літом, але діяльність людини призводить до поганих змін та глобального потепління.

## Історія
Засноване близько 1600 року.

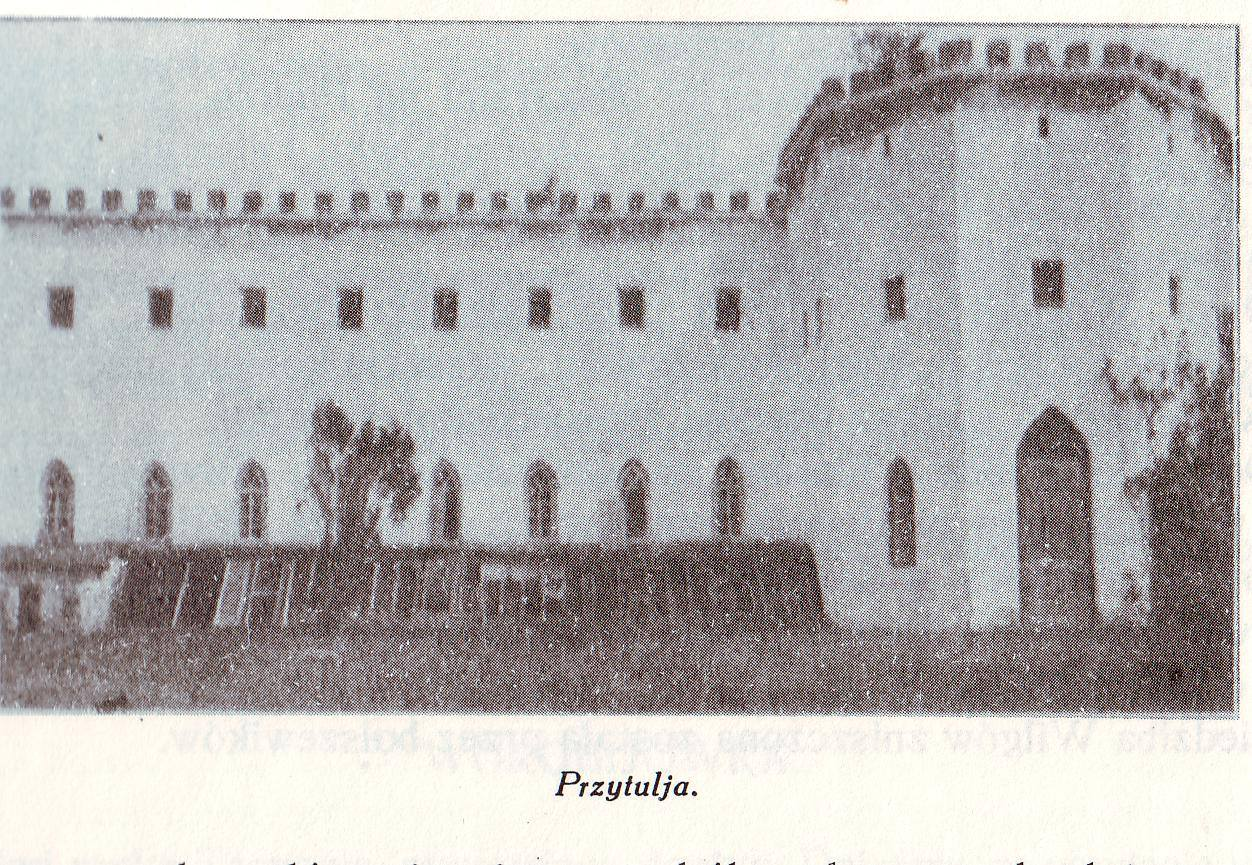
Двоповерховий замок

Меморіальний комплекс на честь воїнів-односельчан які загинули в Другу світову війну

Двоповерховий замок, збудований у XIX столітті Ігнацієм Сцибором-Мархоцьким у стилі неоготики з п’ятикутною вежею. Це була одна з чотирьох резиденції, які у різних куточках володіння збудував Ігнацій Сцибор-Мархоцький — по одній для літа, осені, зими і весни. Вікна на першому поверсі мали тонкі торці, на другому невеликі квадратні вікна. Ігнацій Сцибор-Мархоцький створив свою своєрідну державу, тут і похований у збудованому ним родинному мавзолеї в «Притулії», від якого до наших часів нічого не залишилося. Польський багатотомник кінця XIX століття «Словник Географічний» згадує про прекрасні сади з фонтанами, водоспадами та скелями у «Притулії Зеленій».
В 1905 році зафіксовано два окремих села – «Притулія Зелена» з церквою та «Притулія Мурована».
Внаслідок поразки визвольних змагань на початку XX століття, село надовго окуповане російсько-більшовицькими загарбниками.
Радянська окупація принесла колективізацію та розкуркулення, селяни зазнали репресій.
В 1932–1933 селяни села пережили Голодомор.
По закінченню Другої світової війни у 1946—1947 роках мешканці села вчергове пережили голод.
1987 року в Притулівці проходили зйомки фільму «Циганка Аза».
З 1991 року в складі незалежної України.
13 серпня 2015 року шляхом об'єднання сільських рад, село увійшло до складу Дунаєвецької міської громади.

## Пам'ятки історії
- Кам'яна церква Зачаття святої Анни, зведена у 1895 році. Було виконане джерело неподалік конюшні, яке вилікувало від прокази пана. Люди кажуть не тільки проказу воно лікувало.
- Водяний млин XIX століття, побудований графом Мархоцьким.
- Скельний монастир XI століття, «Стара Ґрота», де проживали хлопці 12—14 років, які вирішили присвятити себе чернечому життю. Десь приблизно 200-300 років тому Ігнацієм Сцибором-Мархоцьким змайстровано штучні печери — «Нові Ґроти».[2]
- Старий православний цвинтар, відреставрований у 2012 році товариством «Магурич».

## Населення
Населення становить 135 осіб (з 90 дворів).

### Мова
У селі поширені західноподільська говірка та південноподільська говірка, що відносяться до подільського говору, який належить до південно-західного наріччя.

## Світлини

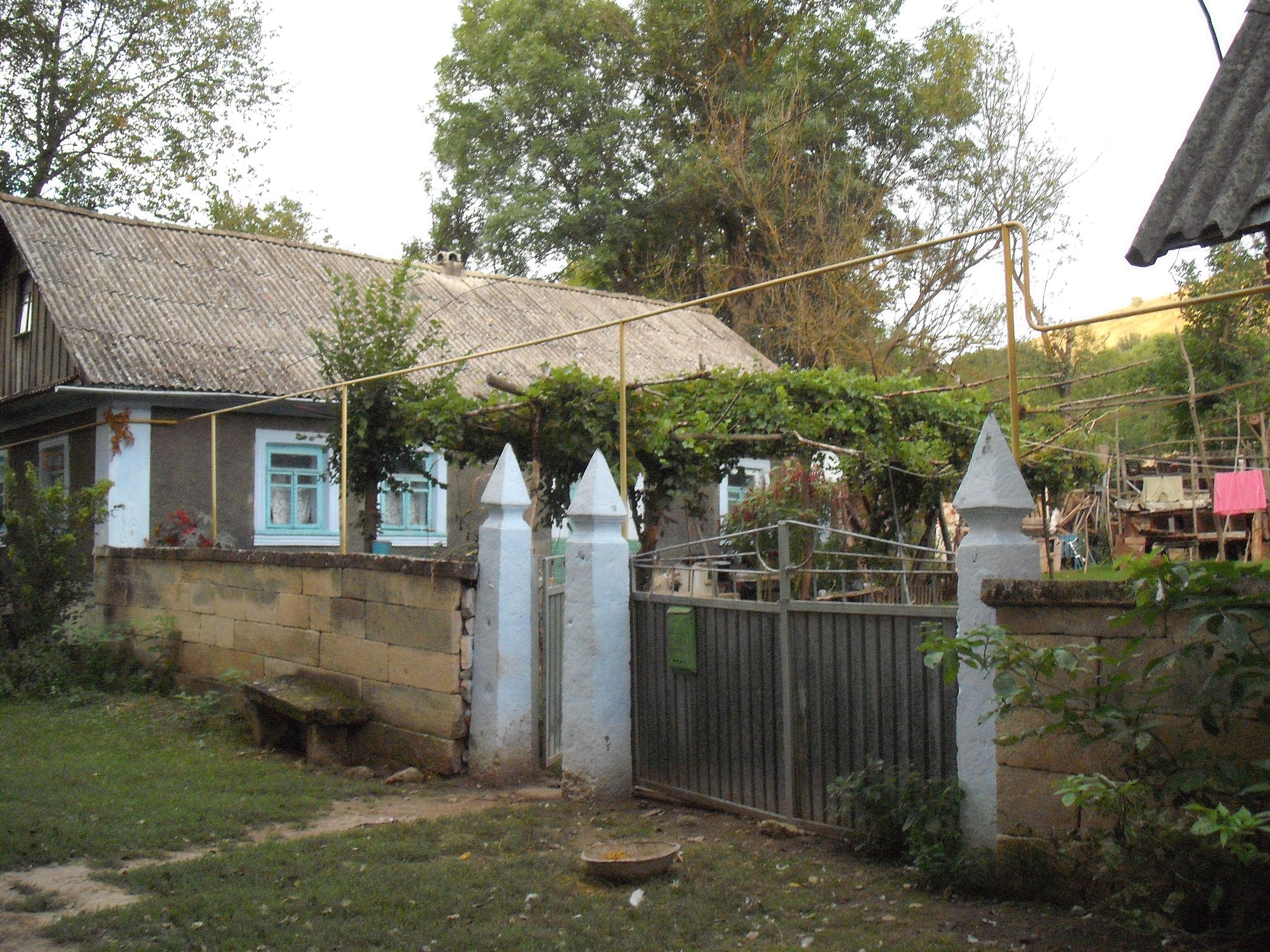
Сільська хата
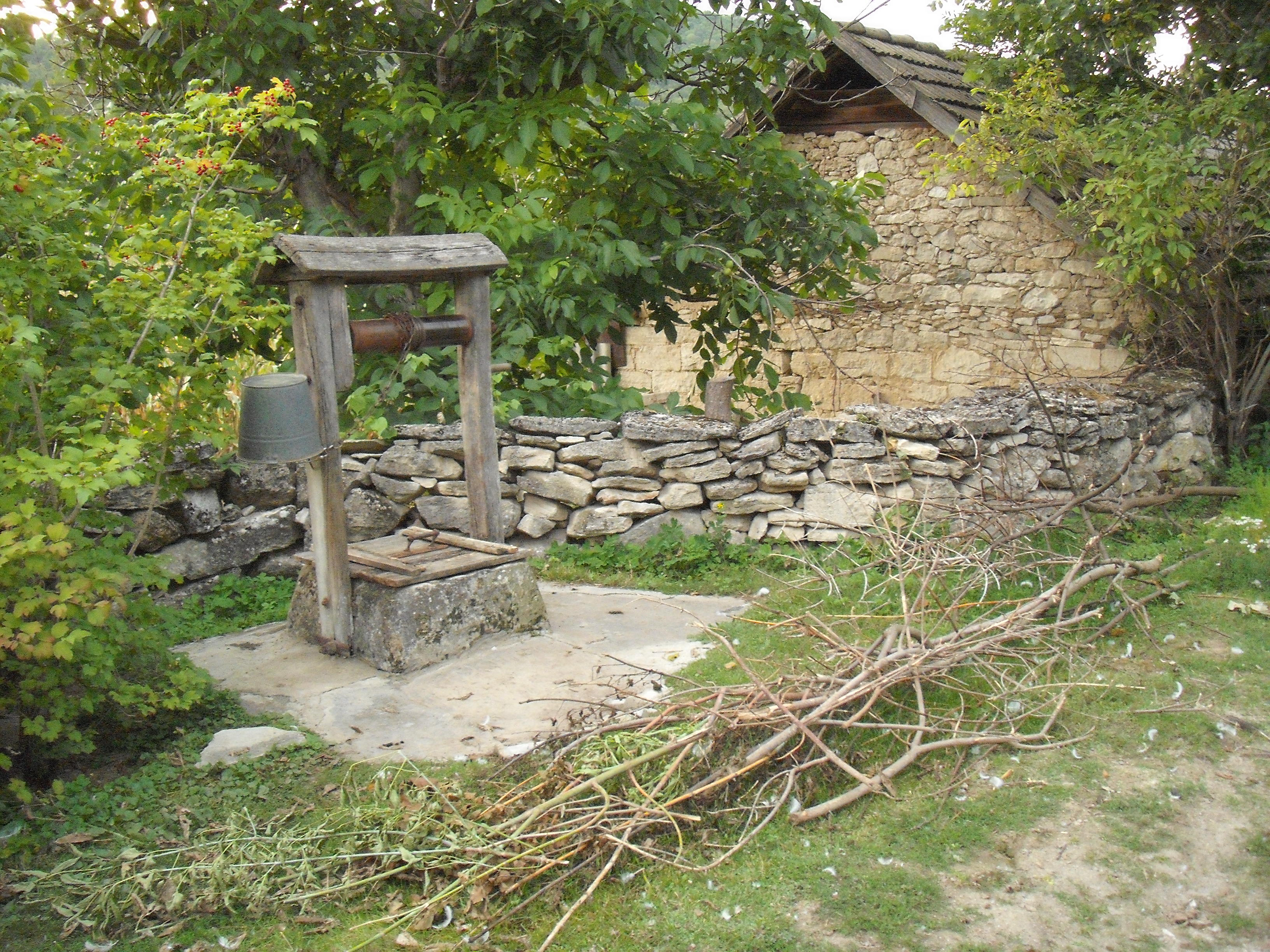
Криниця
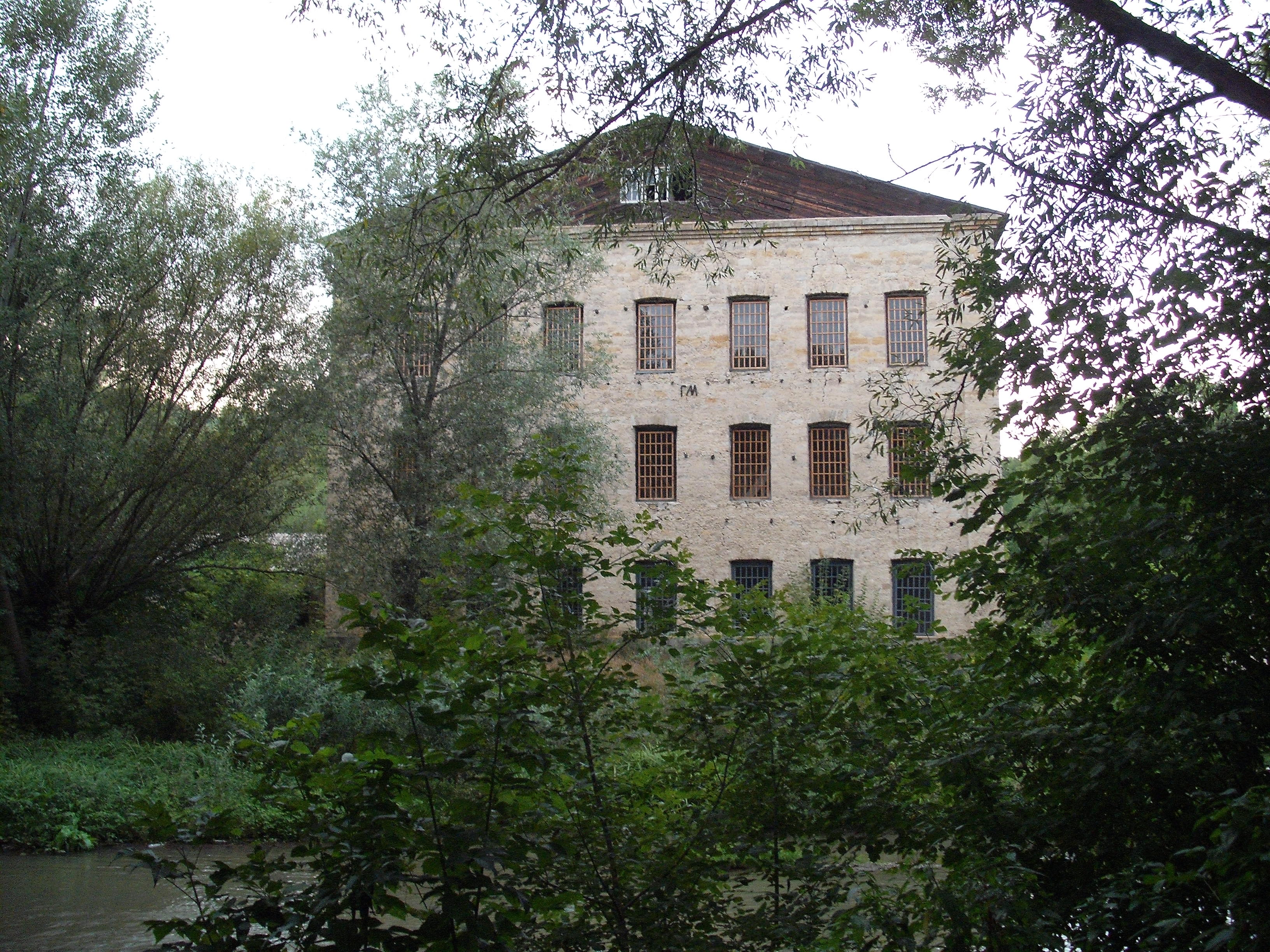
Млин
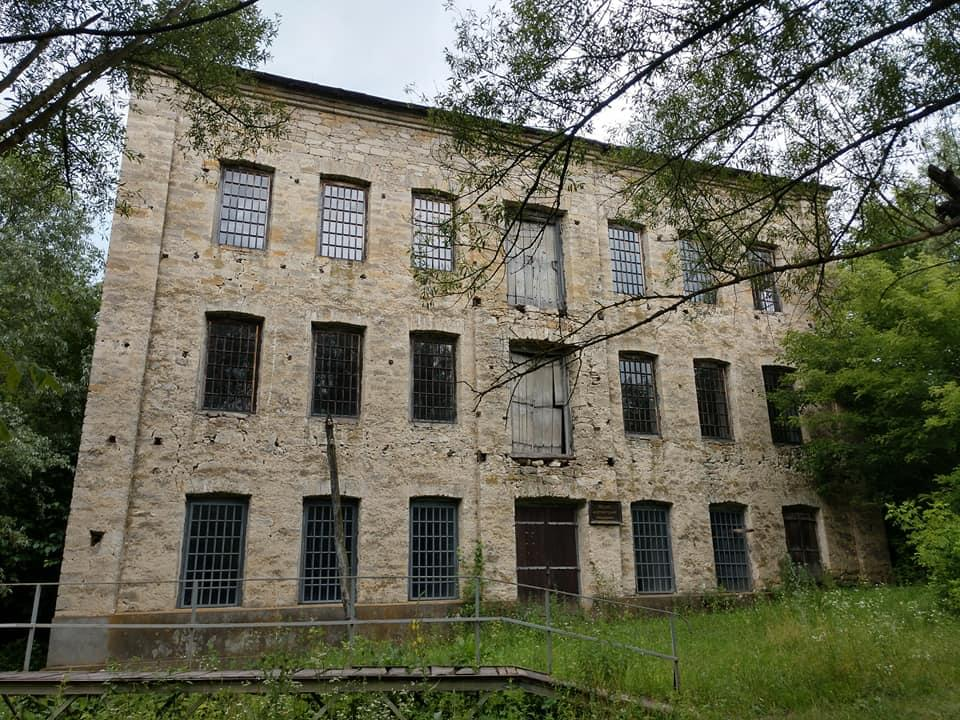
Млин Мархоцького
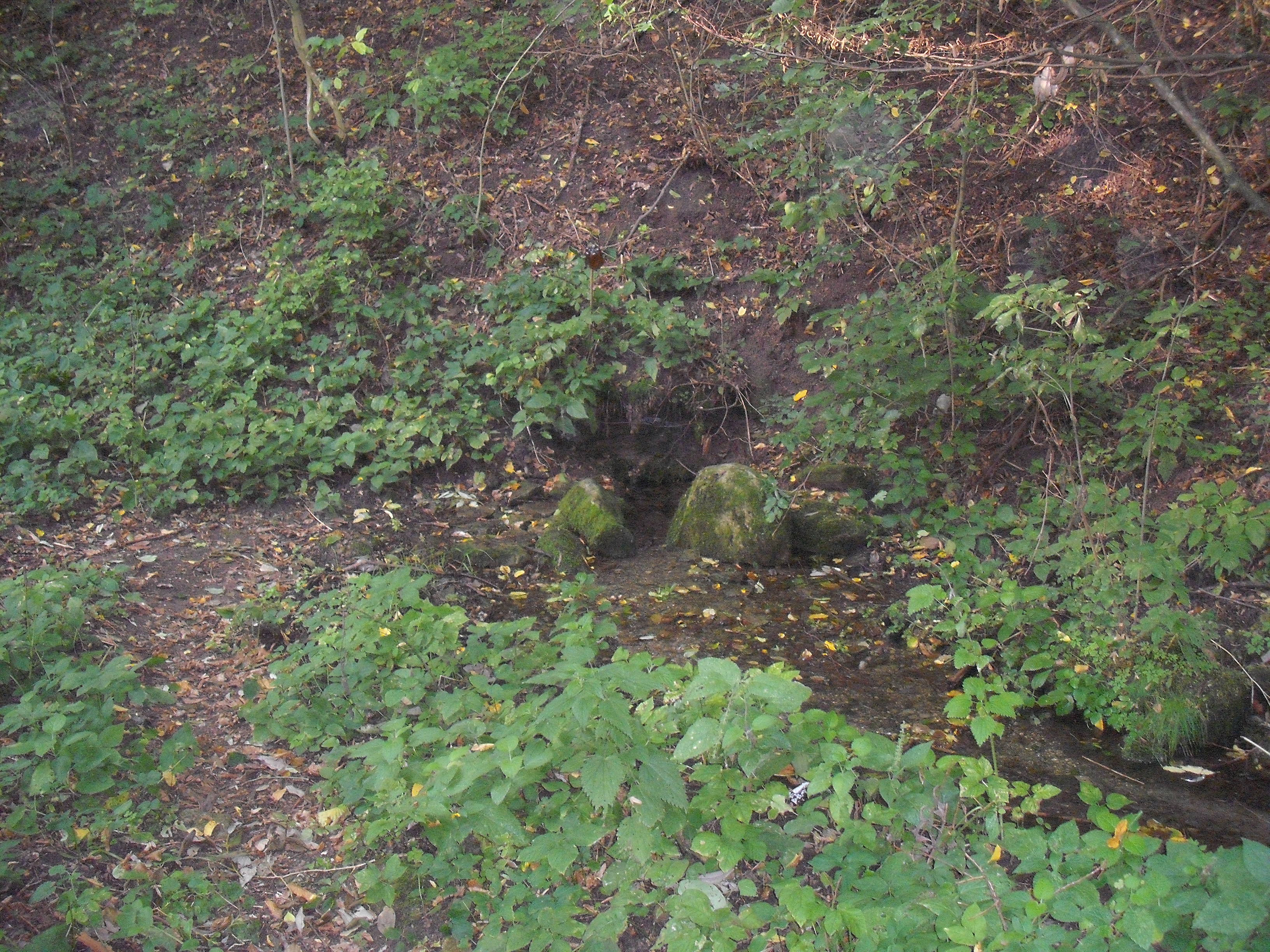
Джерело нижче в Притулівці